# Calvert (Teksas)
Calvert je grad u američkoj saveznoj državi Teksas. Prema popisu stanovništva iz 2010. u njemu je živjelo 1.192 stanovnika.